# Falcipennis
Falcipennis  es un género de aves galliformes en la familia Phasianidae.

## Especies
El género contiene dos o tres especies:
- Falcipennis falcipennis (Hartlaub, 1855) – urogallo de Siberia;
- Falcipennis canadensis (Linnaeus, 1758) – urogallo de Canadá;
- Falcipennis (canadensis) franklinii (Douglas, 1829) –  urogallo de Franklin.